# Protobiont
Ein Protobiont ist ein hypothetischer Vorläufer des (einzelligen) Lebens. Er besteht aus einer Lipidmembran, abiotisch gebildeten Proteinen und Nukleinsäuren, sowie einem einfachen Apparat zur Energiegewinnung und zur Informationsübertragung. Aufgrund der Beschaffenheit der Erde vor 4 Milliarden Jahren muss der Urorganismus anaerob, hyperthermophil, halophil und chemolithoautotroph gewesen sein.
Man bezeichnet diese wahrscheinliche Entwicklungsstufe der Entstehung des Lebens als Teil der RNA-Welt. Vermutlich kam es zu einem Einschluss von Peptiden, Polynukleotiden, vielleicht auch ganzer Hyperzyklen innerhalb einer Membran. Dadurch wurden wechselseitige Stoffwechselreaktionen ermöglicht. In weiteren Evolutionsschritten wurde die DNA zum Informationsträger und die RNA übernahm die Vermittlerfunktion zwischen DNA und Protein. Es entstand allmählich die Protocyte.
Sidney W. Fox sowie Alexander Iwanowitsch Oparin führten Experimente durch, die die Möglichkeit einer spontanen Autosynthese von Protobionten bewiesen, sobald in der Ursuppe bestimmte Elemente enthalten waren.